# Sadok Omrane
Pour les articles homonymes, voir Omrane.
Sadok Omrane, de son nom complet Sadok Omrane Agrebi, né le 15 octobre 1937 à Tunis et mort le 16 août 2021, est un boxeur tunisien principalement actif dans les années 1960.

## Biographie
Il naît le 15 octobre 1937 à Tunis.
Pour Moncef Ghalloussi, « mis à part Kamel Bou Ali, champion de l'ère de l'audiovisuel, jamais boxeur n'a autant enthousiasmé les foules et suscité tant de passion qu'Omrane Sadok ». Il le décrit aussi comme « solide comme un roc, bien planté sur ses jambes, il avait dès son jeune âge le profil du battant indomptable, du frappeur possédant cette rare qualité qu'est le punch ».
Il rejoint en 1955 le club de l'Alliance sportive où il apprend à affiner sa technique pour allier l'efficacité au beau jeu. Imbattable chez les amateurs, il vise une médaille olympique aux Jeux olympiques d'été de 1960 à Rome mais les juges-arbitres accordent la victoire aux points au Bulgare Chichman Mitsev dans une catégorie où l'on a vainement attendu sa confrontation avec la vedette italienne Nino Benvenuti. Il décide alors de passer professionnel dans la catégorie des welters et rejoint le manager Kid Perez avant de passer chez Filipi et Marcel Petit.
Entamant sa carrière professionnelle le 3 décembre 1960, il s'impose rapidement en battant ses différents adversaires Jean Allain, Georges Estatoff et Akli Medjek et devient une tête d'affiche prisée. Le journal L'Équipe le surnomme « Le Magnifique ». Il est souvent classé comme premier boxeur étranger dans sa catégorie mais veut s'attaquer à des adversaires d'un plus grand calibre pour espérer devenir champion du monde. Il le fait au mauvais moment et, après une défaite douloureuse contre Eddie Perkins en 1963, il est à nouveau battu aux points en 1964 par François Pavilla et par abandon lors d'un combat contre Jean Josselin, ce qui brise sa carrière. La presse, qui louait sa classe et sa force, l'appelle désormais « Poings d'acier, mâchoire de cristal ». C'est dans la discrétion que la carrière de l'un des boxeurs les plus populaires qu'ait produit la Tunisie se termine et qu'il rentre en novembre 1965 à Tunis.
Il lance un projet commercial sur l'avenue Habib-Bourguiba (Café-restaurant Le Coq d'Or) qui connaît un grand succès avant de disparaître. Au niveau sportif, il prépare son fils Hammadi Agrebi, homonyme de l'international Hammadi Agrebi, pour faire de lui un bon footballeur. Celui-ci joue à l'Espérance sportive de Tunis chez les jeunes, avant que les supporters du Club sportif sfaxien ne le réclament pour revivre la légende du vrai Agrebi. Il échoue toutefois dans sa tentative. 
Il meurt le 16 août 2021.

## Parcours
- 1955-1960 : boxeur amateur
  - 39 combats : 38 victoires et 1 défaite
- 1960-1964 : boxeur professionnel
  - 25 combats : 18 victoires (dont 17 par KO), 2 nuls et 5 défaites (dont 2 par KO)

## Palmarès
- 1956 : Champion de Tunisie en novices et en premier round
- 1957 : Champion de Tunisie des welters
- 1958 : Champion de Tunisie des welters
- 1959 :  Médaille d'or aux Jeux méditerranéens de Beyrouth
- 1960 : Champion de Tunisie des welters

## Décorations
- Officier de l'Ordre tunisien du Mérite (2012)[5].